# Llac Băneasa
El Llac Băneasa (en romanès: Lacul Băneasa) és un embassament del riu Colentina a Băneasa al sector 1 de Bucarest (Romania). El llac té una longitud de 3 quilòmetres, una amplada entre 50 metres i 400 metres, una superfície de 40 hectàrees (0,40 km²), una profunditat entre 1 metre i 3 metres, un volum de 630,000 metres cúbics i un cabal de 2,5 m/s.